# Karim Hafez
Karim Ramadan Hafez Seifeldin (arabisch كريم حافظ, DMG Karīm Ḥāfiẓ; * 12. März 1996 in Gouvernement al-Buhaira) ist ein ägyptischer Fußballspieler.

## Karriere

### Vereinskarriere
Hafez spielte für die Nachwuchsabteilungen der Vereine al Ahly Kairo und Wadi Degla SC. 2013 wurde er vom Scout-Team von Lierse SK gescoutet und verpflichtet. Nachdem er ein Jahr in der Nachwuchsabteilung gespielt hatte, gehörte er ab Sommer 2014 dem Profikader an. Für diese spielte er eineinhalb Spielzeiten lang und verbrachte die Rückrunde der Saison 2015/16 bei Omonia Nikosia. Anschließend kehrte er zwar zu Lierse zurück, wurde aber nach kurzer Zeit erneut verliehen. Dieses Mal verbrachte er den Rest der Saison bei RC Lens. Nach Saisonende wurde er eine weitere Saison an diesen Verein verliehen. Im Sommer 2018 kehrte er nach Ägypten zurück und heuerte bei seinem alten Verein Wadi Degla SC an. Von diesem wurde er für eine halbe Saison erst an den türkischen Erstligisten Istanbul Başakşehir FK und anschließend an dessen Ligakonkurrenten Kasımpaşa Istanbul ausgeliehen. Von 2019 bis 2022 stand er dann fest bei Yeni Malatyaspor unter Vertrag. Im September wechselte er nach Ägypten zum Pyramids FC.

### Nationalmannschaftskarriere
Der Abwehrspieler kam unter Héctor Cúper am 8. Juni 2015 in einem Freundschaftsspiel gegen Malawi erstmals für die ägyptische A-Nationalmannschaft zum Einsatz. Er gehörte in der Folge zum 23-köpfigen Kader bei der Afrikameisterschaft 2017 und kam beim Erreichen des Finals im Viertelfinale gegen Marokko zu seinem einzigen Turniereinsatz.